# ボワルセル
ボワルセル (Bois Roussel) は、1930年代後半に活躍したフランスの競走馬、種牡馬。名繁殖牝馬のプラッキーリエージュが最後に残した産駒であり、1938年エプソムダービーに優勝した。種牡馬としても成功を収めた。

## 経歴
母を所有していたミッシェルハム氏は繁殖として供用する目的でコーン氏に預託していたが、ミッシェルハム急死によりそのまま所有するボアルセル牧場に置いた。
その後に牧場の全てをコーンは売却し、購入したボルテラ氏は牧場名にあやかり、牧場で初めて生まれた馬に、ボワルセルと名付けた。

### 競走馬時代
競走馬デビューは遅く、1938年4月にフランスのロンシャン競馬場で行われたジュイーニュ賞 (Prix Juigné) (2100メートル)で初出走を迎えて、ここを豪脚で差し切り優勝した。
この勝利はイギリス人のピーター・ビーティの眼に止まり、同馬の馬主であったボルテラと交渉が行われ、最初は4000ポンドが提示されるも拒否され、1000ポンドずつ増額されて8000ポンドで購入された。
ビーティによって購入されたボワルセルはダービーの6週間前にイギリスへ渡りダーリン厩舎へ入厩。
6月1日のダービーステークスに出走することになった。
ブックメーカーによるボワルセルは20:1 (日本円で単勝2100円相当)で、バスクの9:4(日本円で単勝320円相当)、スコティッシュユニオンの8:1(日本円で単勝900円相当)より低い評価だった。
予定時刻よりかなり遅れてスタートしたレースは、ボワルセルが出遅れてしまい、対照的な好スタートを決めたハルションギフトが、1マイル標識点で3馬身差の先頭を走る遥か後方を走っていた。
タッテナムコーナーで先頭争いはハルションギフトと2番手に追い上げたスコティッシュユニオンにバスクが加わった先頭集団からボワルセルは12馬身離された。
ゴールまで残り上り坂3ハロンで、先頭集団3頭からハルションギフトが後退し、バスクの脚色が衰える。

そこを先頭争いから脱落した2頭を追い抜いたボワルセルが大外から急襲し、スコティッシュユニオンに4馬身の着差をつけて優勝した。
騎乗したE・エリオット騎手は記者へレース中の事を語っている。
「タッテナムコーナーで勝負をほとんど諦めていたが、1鞭入れたら奇蹟が起きた。
ボワルセルは何かに憑かれて変わったかのようにスピードを上げてバスクを抜き、スコティッシュユニオンを抜いた時にゴールまで1ハロンも無かったと思う。
追い抜いた後に後ろを見ると抜かれた2頭が止まっているように見えた。
もし、後1ハロン走っていたら半ハロンの差をつけていただろう。」
ボワルセルはプラッキーリエージュが23歳の時に残した産駒であり、20世紀中で最も高齢の母から生まれたエプソムダービー馬となった。
ダービー優勝後、陣営はボワルセルを当時世界有数の国際レースであったフランスのパリ大賞典(3000メートル)に遠征させた。
6月26日、18頭立てで行われたこのレースにはイタリアダービー馬ネアルコやフランスダービー馬シラが出走。
3番人気に支持されたがネアルコに3馬身離されて3着に敗れた。
敗因は前脚の腱に軽度の炎症を発症していたからとされる。
レース後イギリスに帰国したボワルセルは年内の出走を見合わせ、翌1939年のゴールドカップに備えて調教が積まれた。
しかし同レースの直前に持病となっていた前脚の腱の炎症が悪化し、引退を余儀なくされた。

### 種牡馬時代
競走馬引退後はイギリスのラトランド牧場で種牡馬となった。
種付料は300ギニー。
3戦2勝の戦績にしては高い理由は、イギリスで壊滅したセントサイモン系の復興や、カヴァリエーレ・ダルピーノらイギリス国外で活躍中の同父系やを期待と、当時のイギリス馬産家が好んだセントサイモンの奇跡の血量を有しているからとされる。
初年度産駒からセントレジャーステークス優勝馬のテヘランを出すなど種牡馬成績は当初から良好だった。
1946年、ビーティはボワルセルをアリ・カーンに数万ドルで売却。
その後、アリ・カーンは1株2000ポンドで40株8万ポンドのシンジゲートを結成している。
イギリスおよびアイルランドの種牡馬ランキングで1944年に7位を記録。
1947年と1949年にそれぞれ2位に入っている。

種牡馬ランキングは集計方法によって異なり、1949年はボワルセルが2位ではなくリーディングサイアーだったとする資料も存在する。
1950年には20位に転落後は復活する事も無く終わった。
産駒は長距離で活躍する傾向が有る。
ニックスはテヘラン やヒンドスタンの活躍から ゲインズバラの血が有る馬が成功したと言われる。
後継種牡馬のうちテヘランはイギリスのリーディングサイアーとなり、ミゴリも成功を収めた。
その後もテヘラン系からタルヤーやクーガー、ミゴリ系からギャラントマンなど世界的に活躍馬が出たことからボワルセルは「セントサイモン系中興の祖」と呼ばれた。
しかし、20世紀末に勢力の大半を失い、21世紀に入るとデーモンウォーロックが残るくらいとなっている。
日本では持込馬のヒカルメイジが東京優駿を優勝し種牡馬としても成功したほか、種牡馬として輸入されたヒンドスタンがクラシック三冠馬のシンザンを送り出し大成功を収めるなど、直系の種牡馬が活躍した。
ボワルセルはブルードメアサイアーとしても優秀で、1959年と1960年にイギリスおよびアイルランドのリーディングブルードメアサイアーとなった。
1954年、アイルランドのサリーマウント牧場(アガ・カーン所有)に移動。 
1955年、ボワルセルは重度の蹄葉炎にかかり、同年10月21日に同牧場で安楽死処分された。

## 競走成績
| 年月日 | 年月日 | 年月日 |            | レース名       | 着順 | 騎手         | 距離  | 着差    | 1着馬/（2着馬）  |
| 1938年 | 4月    |        | ロンシャン | ジュイーニュ賞 | 1着  |              | 2100m |         |                  |
|        | 6月    | 1日    | エプソム   | ダービー       | 1着  | E.エリオット | 12F   | 4馬身差 | (Scottish Union) |
|        | 6月    | 26日   | ロンシャン | パリ大賞典     | 3着  |              | 3000m | 3馬身差 | Nearco           |

## 主な産駒
- テヘラン（セントレジャーステークス、イギリス・アイルランドリーディングサイアー）
- ミゴリ（凱旋門賞、エクリプスステークス、チャンピオンステークス）
- ヒンドスタン（アイリッシュダービー、日本リーディングサイアー7回）
- リッジウッド（セントレジャーステークス）
- フレンチベージュ（ドンカスターカップ）
- Delville Wood（豪州リーディングサイアー5回）
- ヒカルメイジ（東京優駿）

## ブルードメアサイアーとしての主な産駒
- プチトエトワール（イギリスクラシック牝馬二冠）
- ダブルボアー（グッドウッドカップ）
- ズクロ（コロネーションカップ）
- カンテロ（セントレジャーステークス）

## 血統表
父ヴァトーはフランス2000ギニー勝馬。6年供用されて勝馬を出すもボワルセル以外の父系は途絶えている。。
母プラッキーリージは本馬の他にサーギャラハッド、ブルドッグ、アドミラルドレイクと3頭のリーディンクサイアーを生んでいる。
| ボワルセルの血統（セントサイモン系 / St.Simon4×3=18.75% Gallinule4×5=9.38%（父内）） | ボワルセルの血統（セントサイモン系 / St.Simon4×3=18.75% Gallinule4×5=9.38%（父内）） | ボワルセルの血統（セントサイモン系 / St.Simon4×3=18.75% Gallinule4×5=9.38%（父内）） | （血統表の出典）    | （血統表の出典） |
| 父 Vatout 1926 鹿毛                                                                  | 父の父Prince Chimay 1915 栗毛                                                        | Chaucer                                                                              | St.Simon            | St.Simon         |
| 父 Vatout 1926 鹿毛                                                                  | 父の父Prince Chimay 1915 栗毛                                                        | Chaucer                                                                              | Canterbury Pilgrim  |                  |
| 父 Vatout 1926 鹿毛                                                                  | 父の父Prince Chimay 1915 栗毛                                                        | Gallorette                                                                           | Gallinule           | Gallinule        |
| 父 Vatout 1926 鹿毛                                                                  | 父の父Prince Chimay 1915 栗毛                                                        | Gallorette                                                                           | Orlet               |                  |
| 父 Vatout 1926 鹿毛                                                                  | 父の母Vashti 1921 鹿毛                                                               | Sans Souci                                                                           | Le Roi Soleil       | Le Roi Soleil    |
| 父 Vatout 1926 鹿毛                                                                  | 父の母Vashti 1921 鹿毛                                                               | Sans Souci                                                                           | Sanctimony          |                  |
| 父 Vatout 1926 鹿毛                                                                  | 父の母Vashti 1921 鹿毛                                                               | Vaya                                                                                 | Beppo               | Beppo            |
| 父 Vatout 1926 鹿毛                                                                  | 父の母Vashti 1921 鹿毛                                                               | Vaya                                                                                 | Waterhen            |                  |
| 母 Plucky Liege 1912 鹿毛                                                            | 母の父Spearmint 1903 鹿毛                                                            | Carbine                                                                              | Musket              | Musket           |
| 母 Plucky Liege 1912 鹿毛                                                            | 母の父Spearmint 1903 鹿毛                                                            | Carbine                                                                              | Mersey              |                  |
| 母 Plucky Liege 1912 鹿毛                                                            | 母の父Spearmint 1903 鹿毛                                                            | Maid of the Mint                                                                     | Minting             | Minting          |
| 母 Plucky Liege 1912 鹿毛                                                            | 母の父Spearmint 1903 鹿毛                                                            | Maid of the Mint                                                                     | Warble              |                  |
| 母 Plucky Liege 1912 鹿毛                                                            | 母の母Concertina 1896 鹿毛                                                           | St.Simon                                                                             | Galopin             | Galopin          |
| 母 Plucky Liege 1912 鹿毛                                                            | 母の母Concertina 1896 鹿毛                                                           | St.Simon                                                                             | St.Angela           |                  |
| 母 Plucky Liege 1912 鹿毛                                                            | 母の母Concertina 1896 鹿毛                                                           | Comic Song                                                                           | Patrarch            | Patrarch         |
| 母 Plucky Liege 1912 鹿毛                                                            | 母の母Concertina 1896 鹿毛                                                           | Comic Song                                                                           | Frivolity F-No.16-a |                  |